# دختر خوشگل رم
دختر خوشگل رم (ایتالیایی: La bella di Roma) فیلمی در ژانر کمدی به کارگردانی لوئیجی کومنچینی است. از بازیگران آن می‌توان به پائولو استوپا، آلبرتو سوردی، سیلوانا پامپانینی، آنتونیو چیفاریلو و بیچه والوری اشاره کرد.